# Sola (Noruega)
Sola é uma comuna da Noruega, com 68,9 km² de área e 19 555 habitantes (censo de 2004).         